# Grand Canal (Irland)

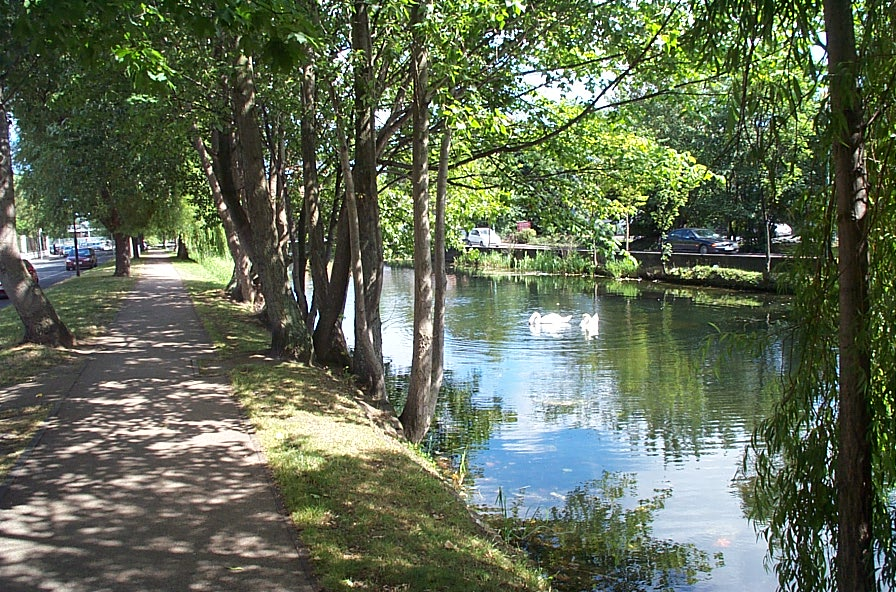
Grand Canal (2006)

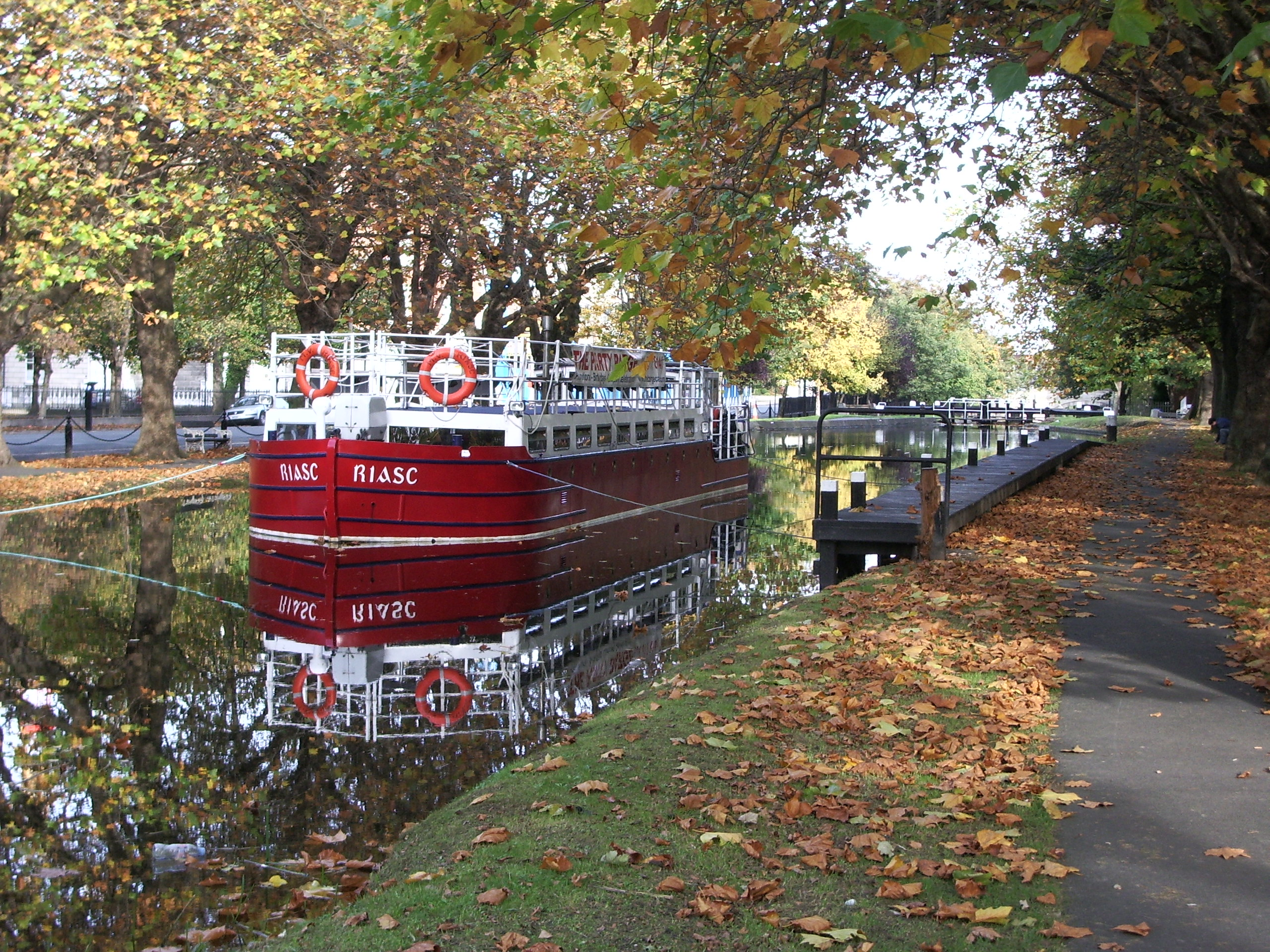
Anlegestelle des Grand Canals in Dublin

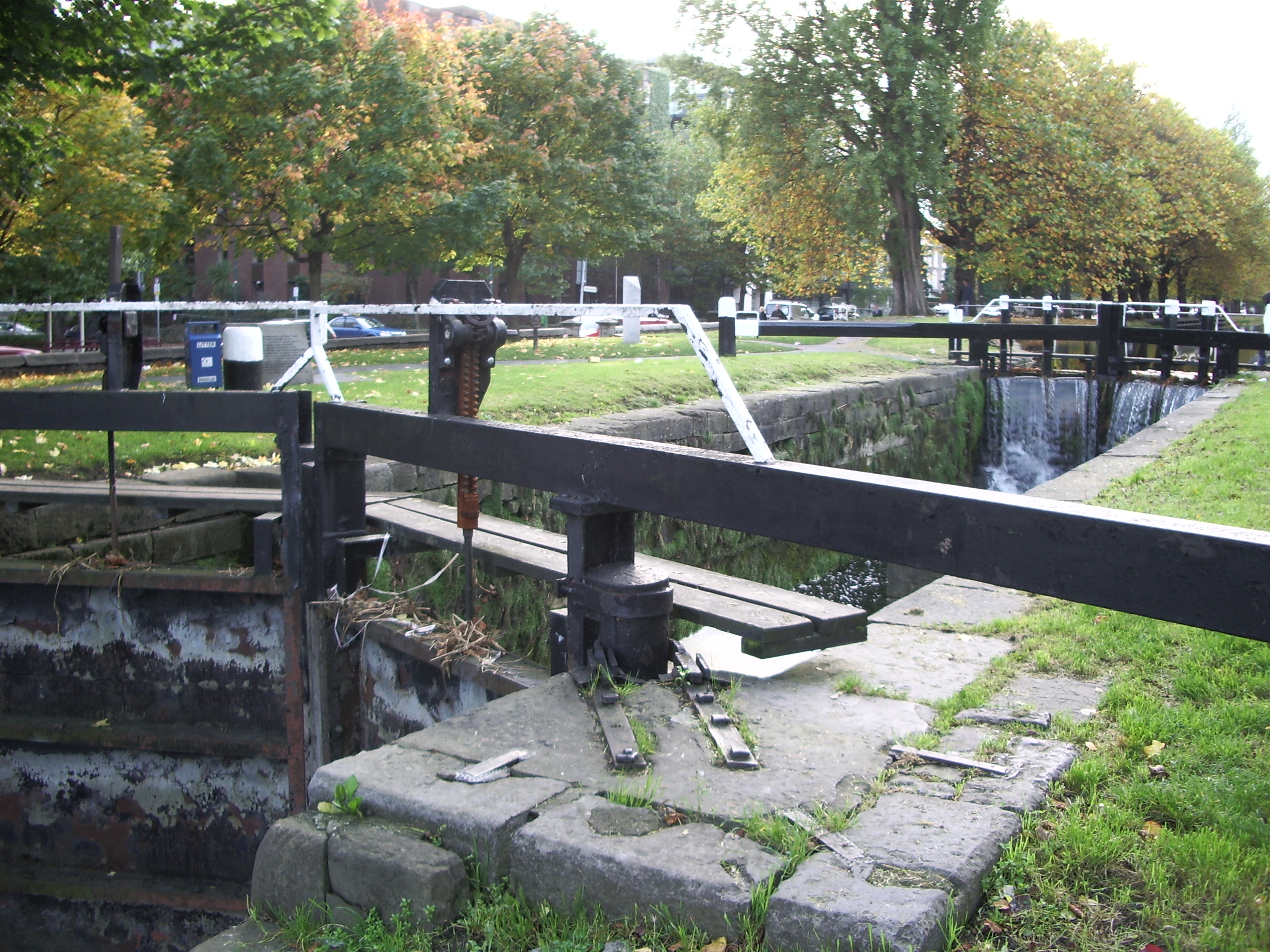
Schleuse des Grand Canals in Dublin

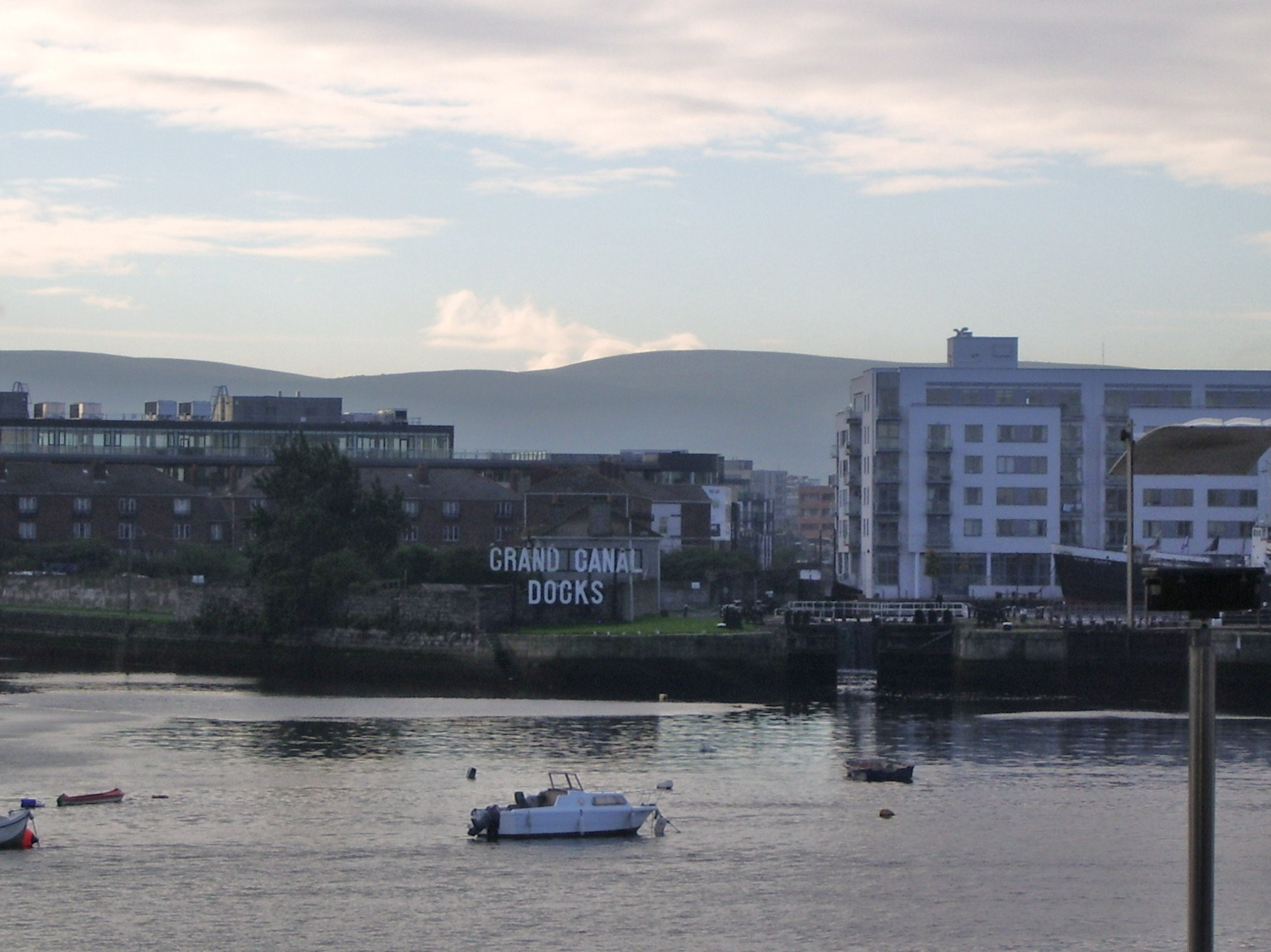
Die Docks des Grand Canals bei der Einmündung in den Fluss Liffey, kurz bevor dieser in die Dublin Bay einmündet

Der Grand Canal (irisch An Chanáil Mhór) ist ein Kanalsystem in Irland. Der Grand Canal ist ca. 130 km lang, besitzt insgesamt 52 Schleusen und zieht sich von Dublin (Lage) bis zum Fluss Shannon (Lage) in Mittelirland. 

## Geschichte
Der Grand Canal wurde zusammen mit dem nördlich gelegenen Royal Canal Ende des 18. Jahrhunderts gebaut. 1804 passierte das erste Frachtschiff den Kanal auf der Gesamtstrecke vom Shannon nach Dublin. Die Entwicklung der Eisenbahn ab 1852 und später auch des Straßennetzes führten zum Bedeutungsverlust des Kanals. 1960 passierte das letzte Frachtschiff den Grand Canal. Danach zerfiel der Kanal und wurde auch als Müllkippe benutzt. Es bestanden Pläne, den Grand Canal und Royal Canal zuzuschütten und eine Stadtautobahn darauf zu errichten. Der Grand Canal wurde in den 1970er Jahren durch Anwohner- und Bürgerinitiativen gerettet, welche freiwillige Entmüllungskampagnen durchführten und ein neues Bewusstsein für das Bauwerk weckten. Im Jahre 1986 ging der Kanal an die staatliche Waterways Ireland Gesellschaft über, welche ihn wieder instand setzte und seitdem bewirtschaftet. Er ist wieder auf seiner ganzen Länge befahrbar.

## Touristische Nutzung
Der Kanal hat heute keine industriewirtschaftliche Bedeutung mehr. Touristisch wird er aber inzwischen für Hausbootfahrten genutzt. Sehenswürdigkeiten am Ufer sind z. B. Torfstechereien, Whiskey-Brennereien und historische Gebäude wie Toberdaly Castle und Ballyteague Castle.
Der Kanal bildet zusammen mit dem Fluss Shannon, den Erne-Seen und dem Shannon-Erne-Kanal das größte Hausboot-Revier Europas. Den Freizeitkapitänen stehen über 800 km zusammenhängende Wasserwege zur Verfügung. 
Der Fernwanderweg Grand Canal Way führt auf den wieder instandgesetzten Treidelpfaden am Ufer entlang nach Shannon Harbour.
Vom Waterways Visitor Center beim Dubliner Hafen führt ein Spaziergang (ca. 30 Min.) entlang des gepflegtesten Abschnitts des Grand Canal. Der Kanal ist von schön renovierten georgianischen Wohngebäuden gesäumt. Romantische Schleusen und elegante Brücken liegen im schmalen Uferpark.
Der Wasserweg wurde von Schleuse 3 bis Schleuse 11 im August 2015 wieder für die Hausbootfahrt freigegeben.

## Schiffs-Maße
Für Boote gelten die folgenden Höchstmaße:
- Länge: 18,5 m
- Breite: 3,9 m
- Tiefgang (Waterdraft): 1,2 m
- Überwasserhöhe (Airdraft): 2,75 m
- Höchstgeschwindigkeit: 5 km/h

Es wird rechts gefahren. Die Schleusen dürfen nur bei Tageslicht befahren werden.

## Seitenzweige
Es gab bzw. gibt eine Reihe von Seitenzweigen des Grand Canal, die inzwischen teilweise aufgrund der touristischen Bedeutung wieder renoviert werden: 
1. James Street Basin, Hafen der Guinness-Brauerei (zugeschüttet)
2. Milltown Feeder
3. Naas/Corbally
4. Blackwood Feeder
5. Edenderry
6. Kilbeggan
7. Ballinasloe